# Sara Sgarzi
Sara Sgarzi (Bologna, 27 maggio 1986) è una nuotatrice artistica italiana.

## Biografia
Ha fatto parte della nazionale italiana di nuoto sincronizzato dal 2005 al 2017 raggiungendo l'apice della sua carriera partecipando alle Olimpiadi di Rio de Janeiro nel 2016, classificandosi 5 nella competizione a squadre.
Agli Europei 2006 di Budapest ha vinto una medaglia di bronzo nella prova a squadre e nel combinato.
Agli Europei 2008 di Eindhoven ha vinto una medaglia d'argento nella prova a squadre e nel combinato.

## Palmarès
- Europei di nuoto

Budapest 2006: bronzo nel combinato e nella gara a squadre.
Eindhoven 2008: argento nel combinato e nella gara a squadre.
Eindhoven 2012: bronzo nel combinato e nella gara a squadre.
Berlino 2014: bronzo nel combinato.
Londra 2016: argento nella gara a squadre (programma libero), bronzo nella gara a squadre (programma tecnico) e nel combinato.